# ويليام إتش. بيتس
ويليام إتش. بيتس هو ضابط وسياسي أمريكي، ولد في 26 أبريل 1917 في سالم في الولايات المتحدة، وتوفي في 22 يونيو 1969 في بيثيسدا في الولايات المتحدة بسبب سرطان المعدة. نشط حزبياً في الحزب الجمهوري. وقد انتخب عضو مجلس النواب الأمريكي ‏.